# 趙毓桂
趙毓桂（1795年—？），河南省汝寧府汝陽縣（今河南省汝南縣）人，清朝軍事將領、武進士出身。
嘉慶二十一年，武舉中試；嘉慶二十四年，登武進士，授三等侍衛、大門上行走。道光六年，授山東登州鎮右營都司。道光十五年，任直隸督標後營遊擊、喜峰路遊擊。道光二十二年，任三屯營遊擊。次年改通永鎮中軍遊擊、后署涿州營參將、署直隸督標中軍副將。道光二十六年，任直隸宣化鎮總兵。